# Ottagono Poveglia
Ottagono Poveglia est une petite île artificielle fortifiée dans la lagune de Venise à seulement 16 mètres au sud de Poveglia. L'île a la forme d'un octogone régulier (ottagono en italien), chaque côté ayant une longueur de 20 mètres. Il a une superficie de 0,28 ha ou 2800 mètres carrés. Le rivage est fortifié par un mur. Du XVIe au XIXe siècle, les canons stationnés sur l'île gardaient l'entrée des navires naviguant au nord de Malamocco.

## Histoire
L'îlot octogonal, d'où son nom, a été construit par la république de Venise comme poste de batteries d'artillerie vers 1380, au milieu de la guerre de Chioggia, lorsque la menace posée par la flotte de la république de Gênes imposait à Venise la nécessité de bloquer la voie navigable, qui, en remontant de Chioggia, débouchait directement dans le bassin de San Marco. L'évacuation du village de Poveglia, où se dressait déjà un château, fut donc décrétée, et l'octogone fut construit dans une position stratégique face à l'île.
Les conflits militaires avec l'Empire ottoman, culminant avec la bataille navale de Lépante en 1571, incitent le Sénat de la république de Venise à sécuriser les entrées de la lagune. Une série de fortifications octogonales (ottagoni) devrait y contribuer. Cette batterie a servi de modèle pour la construction des autres octogones du XVIe siècle. Les canons de l'île fortifiée d'Ottagono Poveglia avaient pour tâche d'arrêter les envahisseurs pénétrant dans la lagune qui auraient réussi à percer le passage fortifié de Malamocco. Les octogones étaient presque terminés dès 1574.
Après le siège de Candie (1646-1669), les fortifications de l'île ont été renforcées comme celles les autres îles. Cependant, les cinq Ottagoni (en plus d'Ottagono Poveglia, ce sont Ottagono Abbandonato, Ottagono Alberoni, Ottagono Ca' Roman et Ottagono San Pietro) ont été négligés jusqu'à leur modernisation à partir de 1726.
Selon les récits autrichiens, en 1900 l'île était encore équipé de 4 pièces d'artillerie et de 2 mortiers avec une garnison de 30 hommes. Pendant la Première Guerre mondiale, l'Octogone a été utilisé comme gisement de coton à canon et de ballistite pour la Regia Marina.
Ultérieurement, ces forteresses ne correspondaient plus en d'aucune manière aux conditions politiques et militaires, elles ont été abandonnées dans les années 1960 et 1970. 
Bien que l'île d'Ottagono Poveglia soit propriété de l'État, elle n'a plus aucune fonction. 
Un pont reliait temporairement l'île à Poveglia voisine.